# Antho jia
Antho jia är en svampdjursart som först beskrevs av De Laubenfels 1930.  Antho jia ingår i släktet Antho och familjen Microcionidae. Inga underarter finns listade i Catalogue of Life.